# Chi Cò thìa
Chi Cò thìa, tên khoa học Platalea, là một chi chim trong họ Threskiornithidae.

## Các loài
- Cò thìa hồng, Platalea ajaja
- Cò thìa mỏ vàng, Platalea flavipes
- Cò thìa châu Phi, Platalea alba
- Cò thìa Á Âu, Platalea leucorodia
- Cò thìa mặt đen, Platalea minor
- Cò thìa mỏ đen, Platalea regia

## Hình ảnh

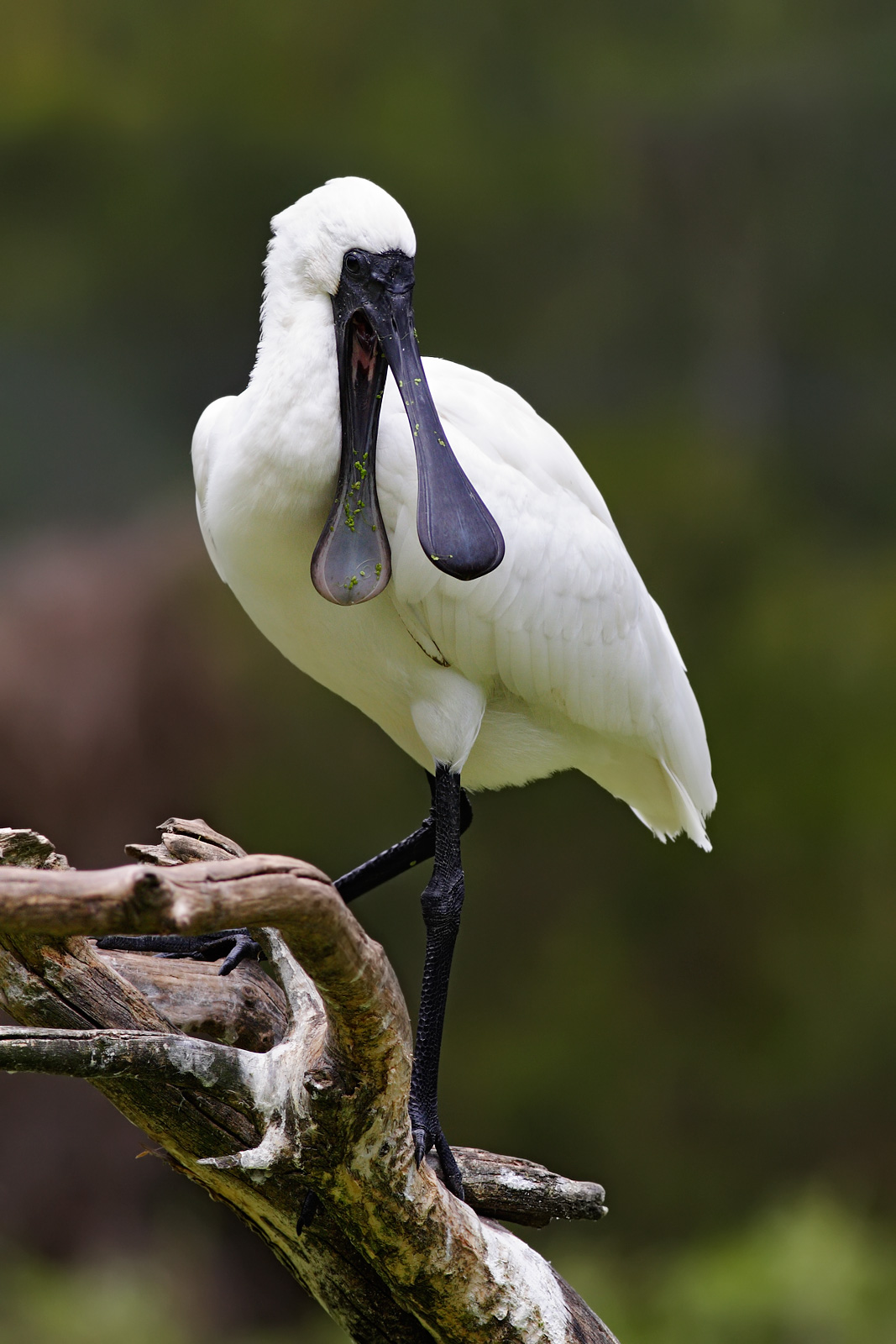
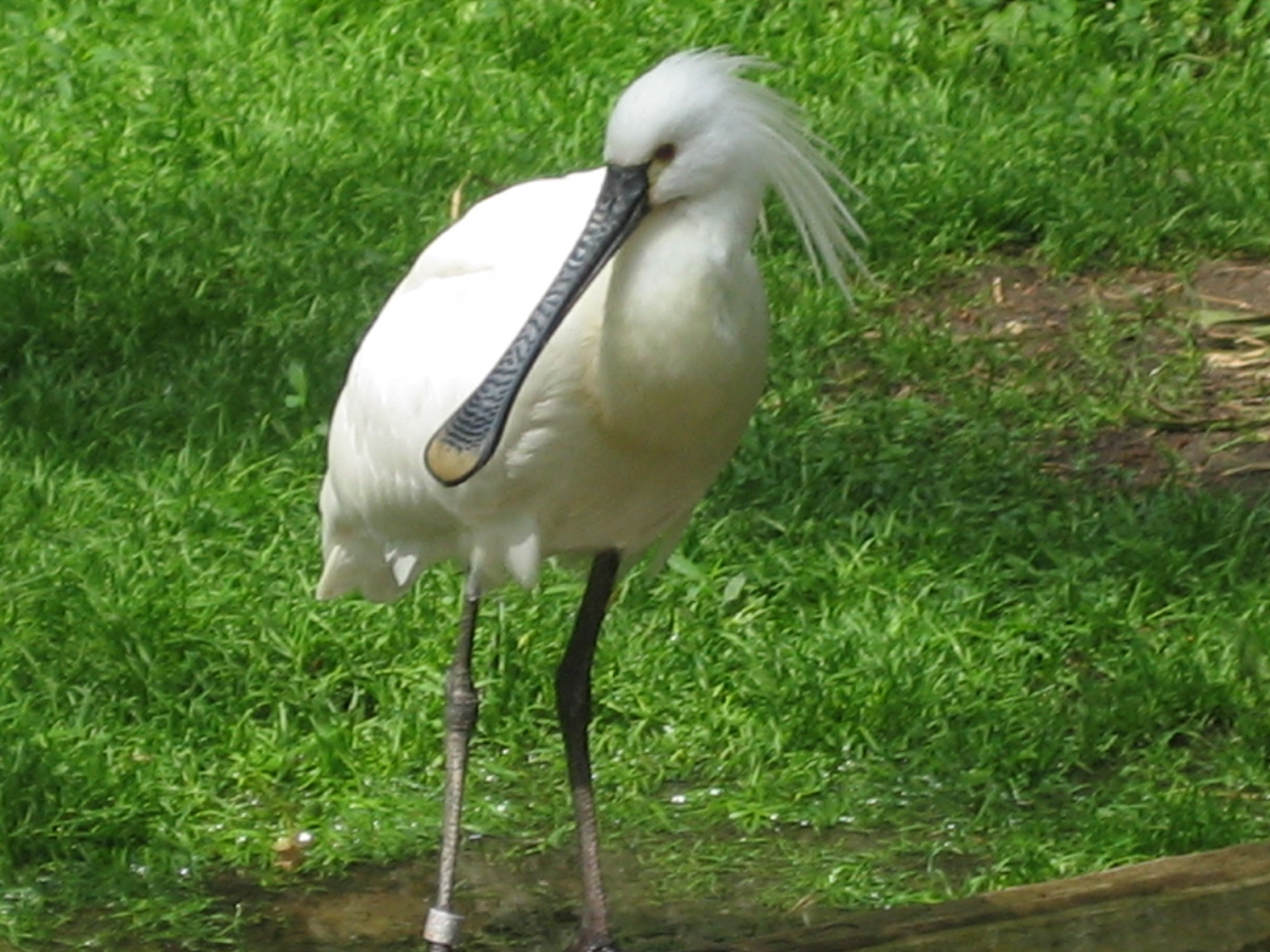
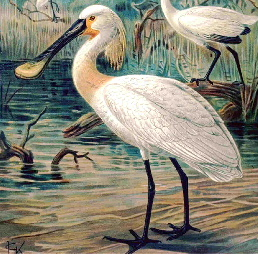
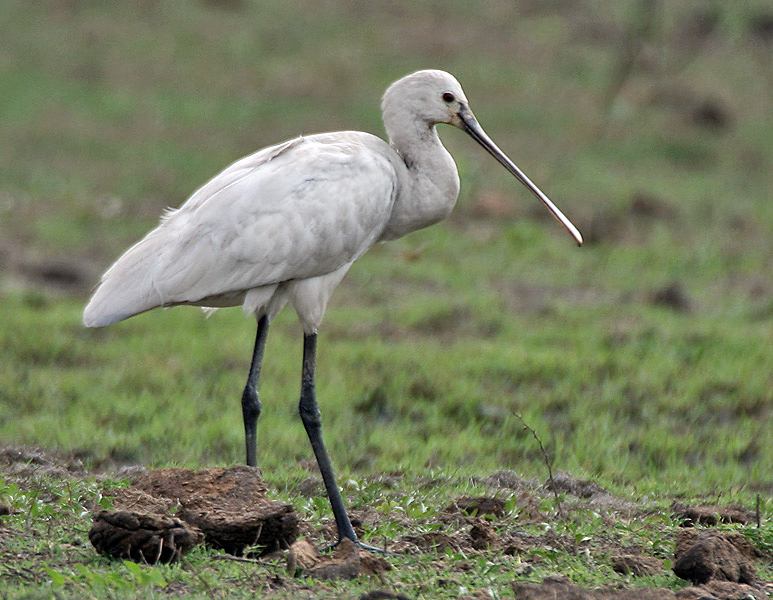
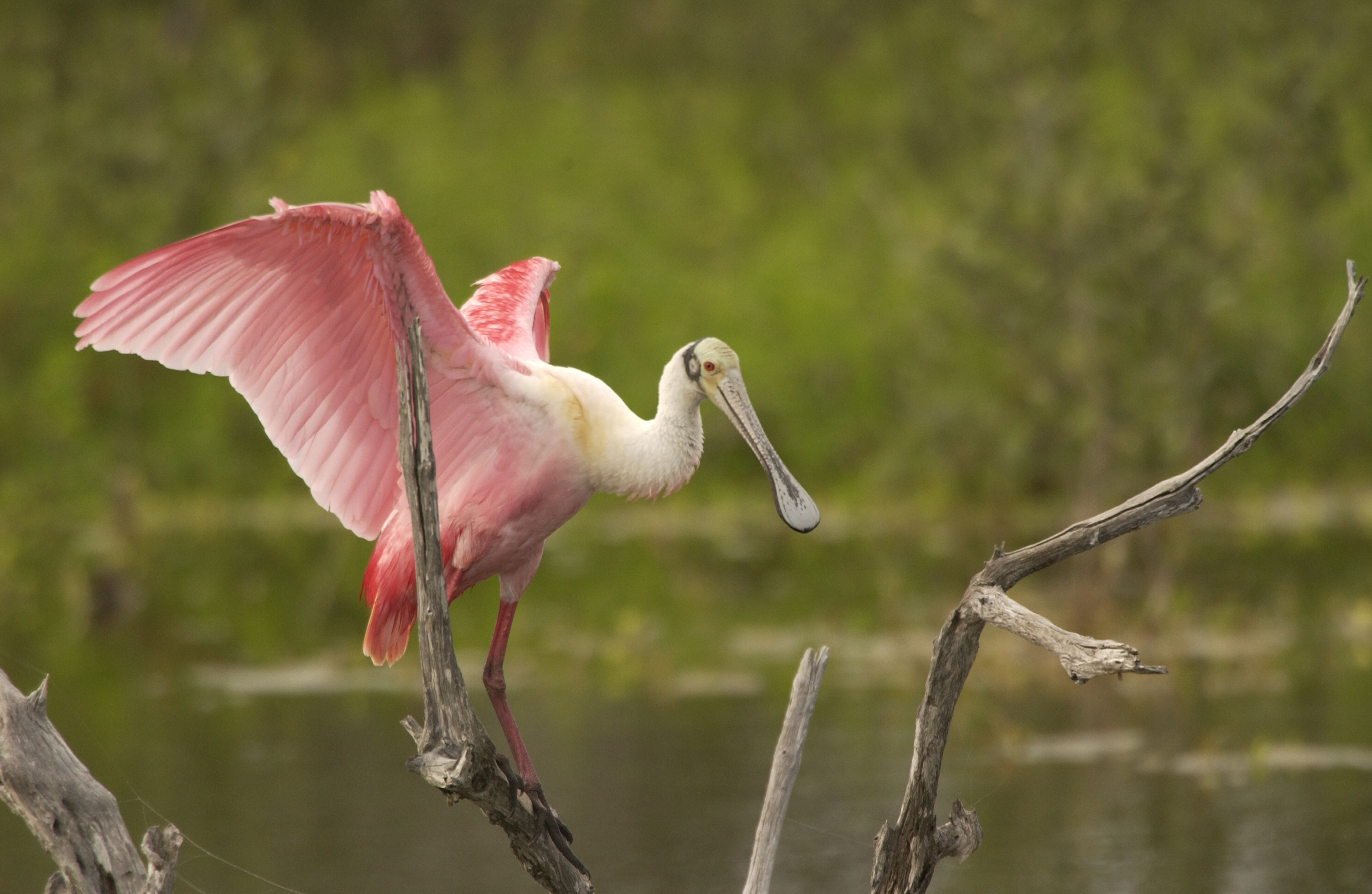
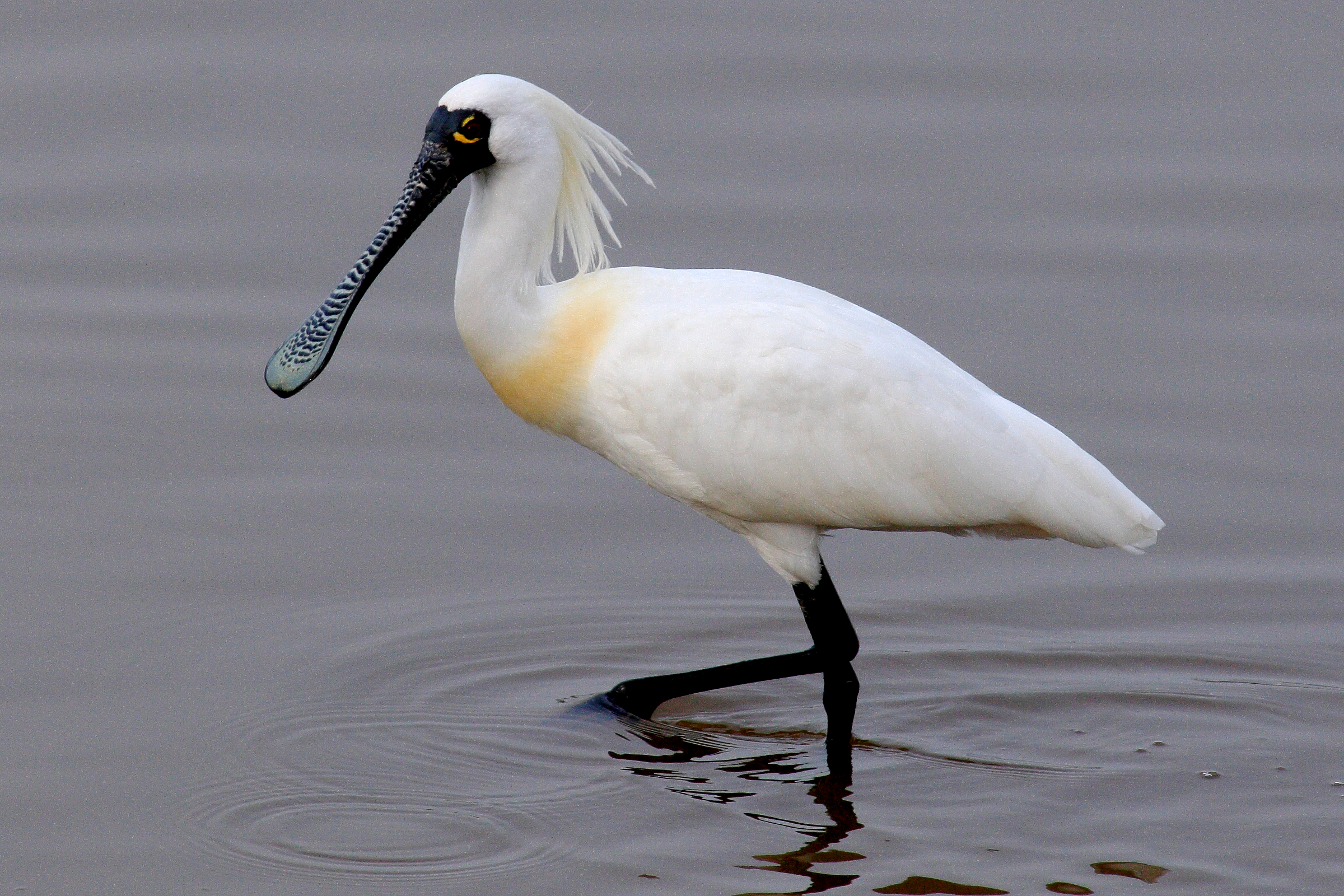